# Arnold Berney
Arnold Berney (* 14. Mai 1897 in Mainz; † 29. Dezember 1943 in Jerusalem) war ein deutscher Historiker und Emigrant nach Palästina.

## Leben
Der Sohn eines jüdischen Weinhändlers besuchte gemeinsam mit Carl Zuckmayer das altsprachliche Rabanus-Maurus-Gymnasium in Mainz. Er nahm am Ersten Weltkrieg teil und beteiligte sich 1918 in Mainz an der Gründung eines Rats geistiger Arbeiter. Sein schnell absolviertes Jurastudium schloss er Ende 1920 in Heidelberg mit einer Promotion ab und begann Geschichte zu studieren. In Heidelberg lernte er die Mitglieder des George-Kreises Friedrich Gundolf und Ernst Kantorowicz kennen. Ende 1921 wechselte er nach Freiburg. Dort freundete er sich mit Hermann Heimpel an. Beide wurden 1924 in Freiburg promoviert und habilitierten sich dort im Jahr 1927. Berney publizierte über August Ludwig Schlözer, über König Friedrich I. von Preußen und 1929 in der Historischen Zeitschrift den Aufsatz Reichstradition und Nationalstaatsgedanke (1789–1815). Für seine Habilitation absolvierte Berney langwierige Archivstudien in Wien, Paris und Berlin.
1925 übernahm Gerhard Ritter den Lehrstuhl in Freiburg und gab nicht dem älteren Berney, sondern Heimpel die Assistentenstelle am Seminar. Nach Heimpels Berufung auf den Belowschen Lehrstuhl rückte Berney auf die Assistentenstelle nach.
Berney beendete 1933 den ersten Band seiner Biographie Friedrichs des Großen, der bis 1756 reichte. Die Bemühungen Ritters und Heimpels, Berney zu fördern oder wenigstens trotz des Gesetzes zur Wiederherstellung des Berufsbeamtentums (vom 7. April 1933) dem Seminar zu erhalten, scheiterten. Zusätzlich wurde er 1935 von Erwin Hölzle als Jude angegriffen.
Er wurde 1936 Dozent für Geschichte an der Lehranstalt für die Wissenschaft des Judentums in Berlin. Unmittelbar nach dem Novemberpogrom 1938 emigrierte er nach Palästina, wobei im Hamburger Hafen die Bibliothek und der Großteil der schriftlichen Unterlagen beschlagnahmt wurden. In Jerusalem gründete er eine Familie. An der Hebräischen Universität war Richard Koebner für Geschichte zuständig. Er war nach seiner Entlassung als außerordentlicher Professor in Breslau 1933 dorthin gegangen und hatte ein Historisches Institut gegründet. Berney erhielt nur eine untergeordnete Stelle, lehrte zusätzlich privat und musste einfache Hilfstätigkeiten annehmen. Hebräisch hatte er schon in Berlin gelernt. Am 29. Dezember 1943 starb er plötzlich an der Spanischen Grippe.

## Schriften
- König Friedrich I. und das Haus Habsburg (1701–1707). Oldenbourg, München 1927.
- Friedrich der Große. Entwicklungsgeschichte eines Staatsmannes. Mohr, Tübingen 1934.